# Речной (Саратовская область)
Речной — посёлок в Ровенском районе Саратовской области России, в составе сельского поселения Луговское муниципальное образование.
Посёлок в 7 км восточнее села Луговское, на правом берегу реки Бизюк. Почвы каштановые. Распространены пески

## История
На карте РККА 1941 года обозначен как хутор Путь Ленина. Хутор относился к Зельманскому кантону АССР немцев Поволжья.
28 августа 1941 года был издан Указ Президиума ВС СССР о переселении немцев, проживающих в районах Поволжья. В связи с депортацией немецкого населения АССР немцев Поволжья в Сибирь и Казахстан, хутор, как и другие населённые пункты Зельманского кантона был включен в состав Саратовской области, позднее переименован в посёлок Речной.

## Население
Динамика численности населения
| 1987 | 2002 |
| ---- | ---- |
| ≈140 | 132  |

| 2002 | 2010 |
| ---- | ---- |
| 131  | ↗134 |